# Жика Тодоровић (1925−1969)
Жика Тодоровић (Аранђеловац, 1925 — Београд, 1969) био је српски стрип цртач, писац и боем. Познатији је био под различитим другим надимцима и псеудонимима, а најпознатији су Жика Стрип (као аутор стрипова) и Жак Себастијан (у књижевности). О њему се веома мало зна, па је тако остала и недоумица око његовог правог имена. Богдан Тирнанић пише о Живојину, Бранислав В. Недељковић Живораду, а он сам потписивао се једноставно као Жика.
Био је један од првих српских илустратора стрипа у периоду после Другог светског рата, с краја 50-тих и почетком 60-тих година. Осим тога бавио се и илустровањем књига, сликао уља на платну, писао крими романе, шлагере и три кратка аутобиографска романа, својеврсне хронике које сведоче о Београду тог времена. Као чувени београдски боем дружио се са многим тадашњим познатим личностима из света културе и уметности, али и различитим људима са дна друштвене лествице. О њему су својевремено писали Момо Капор, Слободан Новаковић, Јаша Гробаров, Бранислав В. Недељковић, а стихове испевали Матија Бећковић, Слободан Марковић, Брана Петровић, Душко Радовић и Божидар Шујица. Богдан Тирнанић му је, у својој књизи Београд за почетнике, посветио цело једно поглавље (19. поглавље). Умро је релативно млад, у 44. години и био готово заборављен, све док 2017. године издавачка кућа Ренде није поново објавила његов први аутобиографски роман „Спавачи”.

## Биографија
Жика Тодоровић (Жак Себастијан, Жика Стрип), рођен је 1925. године у Аранђеловцу. Његов отац Илија Тодоровић, кујунџија по занату, за живот породице зарађивао је продајући по вашарима различиту робу, па Жикино детињство није било ни мало лако, јер је морао је да помаже оцу и старијој браћи у тешким пословима. Ипак, врло рано у животу открио је своје таленте — да добро црта, компонује, али и боксује. Кришом је цртао на пак-папиру у који је била умотана роба која је стизала његовом оцу, научио да свира усну хармонику и на њој, као 11-тогодишњак, компоновао своју прву песму „Химна Београду”.
Када су почетком рата љотићевци стрељали његовог старијег брата Рају, родитељи су Жику склонили у Београд. Наставио је школовање у Трећој мушкој гимназији и учио цртање у Јосићевој уметничкој школи. Као 19-тогодишњак борио се на Сремском фронту. По завршетку рата са својом јединицом вратио се у Крушевац, где је демобилисан и одакле се вратио у Београд.
У Београду се Жика Тодоровић настанио у једном поткровљу на Теразијама број 38. Живео је боемским животом и бавио се различитим стварима. Дружио се са многим тадашњим познатим личностима из света културе и уметности, али и различитим људима са дна друштвене лествице. Његова мансарда постала је чувено окупљалиште београдских боема, што је описао у свом роману „Спавачи”. Његово омиљено место за излазак била је кафана „Безистан” на Теразијама. Када, због болести, више није могао да хода пријатељи су га на рукама тамо односили и ноћу враћали кући. Умро је усамљен на свом поткровљу 1969. године. Свој живот описао је у три аутобиографске хронике.

## Каријера
Овај контроверзни боем и коцкар променио је више занимања. Због болести која га је задесила окренуо се сликарству, илустрацији, реклами, економској пропаганди, писању криминалистичких романа и цртању стрипова. Васа Павковић, у свом ауторском тексту у часопису Време за њега каже да је био „андерграунд пре андерграунда и неоавангардист пре неоавангарде”.

### Илустратор и стрип-цртач
Жика Тодоровић, у свету стрипа најпознатији као Жика Стрип, био је један од првих домаћих илустратора стрипа у времену комунизма у СФРЈ, с краја 50-тих и почетком 60-тих година. Борио се против предрасуда да је све што долази са Запада лоше. Још пре рата, као гимназијалац, био је сарадник стрип-магазина „Микијево царство”. После ослобођења почео је да сарађује као илустратор у разним листовима и часописима. Својим цртежима опремио је и неколико књига, а шездесетих година илуструје научно-фантастичну причу „Правац Марс”. Поред тога радио је рекламне плакате и етикете и уређивао сајамске штандове.
Поред послова од којих је зарађивао за живот Жика се повремено враћао и стрипу. Године 1951. у листу „Локомотива” објављена му је једна табла. Тих година Слободан Глумац, тадашњи главни уредник тек основаних „Вечерњих новости”, прихвата његову понуду за научно фантастични стрип „Лет на Венеру”, који је излазио три месеца. Године 1959. заједно са Маром Ратић издаје једну свеску свог научно-фантастичног стрипа „Диригована планета — фантастичан стрип о вештачком сателиту“. Њих двоје покренули су крајем 1960. забавник „Ракета“. успели су да објаве пет бројева. У свим бројевима као издавач потписан је „Зенит“ из Суботице, изузев четвртог у коме су као издавачи назначени аутори. У „Ракети” је Жика стриповао и своје криминалистичке рото-романе романе „Телефон убица” и „Телефон смрти”.

### Писац
Поред стрипова Жика Тодоровић је са Маријом Ратић започео издавање криминалистичких и научно-фантастичних рото романа. Ипак, најзначајнија његова дела су три аутобиографске хронике у којима је описао свој живот, али и вредно сведочанство о боемском живот послератног Београда:
- Спавачи (1967; Ренде, 2017)[15][16]
- Покераши (1968)[17]
- Ноћне птице (1968)[18]

Ова три кратка романа написао је пред сам крај живота. Сам их је илустровао и објавио. Први роман „Спавачи” 2017. године реиздала је издавачка кућа Ренде: Сва три романа објавио је под псеудонимом Жак Себастијан.
У првом роману „Спавачи” описује свој живот у малом стану у поткровљу, у ком је уточиште пружао многим ликовима са друштвене маргине, али и познатим београдским уметницима са којима се дружио. У његово мансарди спавали су разни глумци, сликари, барске даме, проститутке, тапкароши, студенти, један доцент, један пуковник, један епилептичар, бацач ножева, певач у црквеном хору, најмањи човек у Југославији... Свој живот и стан у којем је живео у књизи описује овако:
| „ | Станујем на једној теразијској мансарди. И стан и атеље у једној соби. Био сам у рату добар борац, али у миру врло лош пливач. | ” |

Други роман „Покераши” посвећен је Тодоровићевом коцкарском лудилу, пороку којем се одао током рата и са којим није могао да прекине до краја живота. У роману описује забавну, али и патолошку страну коцкарског живота.
Трећа књига „Ноћне птице” посвећена је проституткама. Описујући их у суштини као жртве друштва, забележио је многе животне приче и бизарне анегдоте, уз доста хумора и тек мало огорчености.